# (Forgive Me) My Little Flower Princess
"(Forgive Me) My Little Flower Princess" es una canción compuesta y grabada por el músico británico John Lennon, publicada póstumamente en el álbum Milk and Honey (1984).
Es una de las canciones escritas por Lennon durante sus vacaciones entre junio y julio de 1980 en las Bermudas, donde pasó un total de siete semanas. En ese lapso, compuso varias canciones y grabó algunos demos que se utilizarían después durante los ensayos en el estudio, entre agosto y septiembre de ese año. 
En forma similar a otras piezas de ese entonces, tiene una notable influencia de música caribeña (como "Beautiful Boy (Darling Boy)" o la también inconclusa "Borrowed Time").

## Historia
"(Forgive Me) My Little Flower Princess" se escribió en julio de 1980. La canción, como tantas otras de la época, fue dedicada a Yoko Ono, y era una disculpa por herirla u ofenderla. Aunque no está claro lo que inspiró sus sentimientos, se sabe que Yoko viajó a las Bermudas para unirse brevemente a Lennon durante dos días, en junio de ese año, pero regresó a Nueva York después de encontrar el calor insoportable.
Según informes, Lennon estaba disgustado por su falta de voluntad para permanecer a su lado, y durante una subsiguiente conversación telefónica frustrada. Bajo esa temática, él también escribió "I'm Losing You".
Al parecer, él compuso la canción después de su desacuerdo y las letras de este tema así lo sugieren, cuando hablan de "my utter selfishness" ( "mi absoluto egoísmo") y aboga por una nueva oportunidad. Este detalle muestra que Lennon se vio profundamente afectado por la posibilidad de perder a Ono, una vez más. Él había pedido perdón en otras canciones anteriores, sobre todo en "Jealous Guy" de 1971 y en "Aisumasen (I´m Sorry)" de 1973.
Lennon grabó preliminarmente "(Forgive Me) My Little Flower Princess" en el estudio Hit Factory en Nueva York, al comienzo de las sesiones de Double Fantasy, en agosto de 1980, pero de una forma inconclusa y a manera de maqueta.
Los resultados solo serían una referencia para grabaciones a futuro, permitiendo que Lennon reconsiderara la canción en un momento posterior. Sin embargo, esa oportunidad nunca llegó y el trabajo registrado en progreso fue publicado en 1984, luego de su muerte.

## Personal
- John Lennon: vocales, guitarra eléctrica.
- Earl Slick, Hugh McCracken: guitarra eléctrica
- Tony Levin: bajo
- George Small: teclados
- Andy Newmark batería
- Arthur Jenkins: percusión